# Robert Clark (athlétisme)
Pour les articles homonymes, voir Clark et Robert Clark.
Robert Hyatt « Bob » Clark (né le 28 janvier 1913 à Covina et décédé le 13 mai 1976 à Arcadia) est un athlète américain spécialiste du décathlon. Affilié à l'Olympic Club San Francisco, il mesurait 1,88 m pour 84 kg.

## Biographie

### Palmarès
| Date | Compétition           | Lieu   | Résultat | Épreuve          | Performance |
| ---- | --------------------- | ------ | -------- | ---------------- | ----------- |
| 1936 | Jeux olympiques d'été | Berlin | 6e       | Saut en longueur | 7,67 m      |
| 1936 | Jeux olympiques d'été | Berlin | 2e       | Décathlon        | 7 601 pts   |

### Records
| Épreuve          | Performance | Lieu | Date |
| ---------------- | ----------- | ---- | ---- |
| Décathlon        | 7 063 pts   |      | 1936 |
| Saut en longueur | 7,91 m      |      | 1936 |